# 守口市立大久保小学校
守口市立大久保小学校（もりぐちしりつ おおくぼしょうがっこう）は、大阪府守口市にあった公立小学校。守口市東部の住宅地を校区としていた。

## 沿革
守口市立東小学校より分離する形で、1971年に開校した。開校当初は東小学校内に仮校舎を設置していたが、1971年11月6日に現在地の新校舎へと移転している。現在地に移転した11月6日を創立記念日としている。2016年に東小学校と再統合され、守口市立よつば小学校となった。
- 1971年4月1日 - 守口市立東小学校から分離し、守口市立大久保小学校として開校
- 1971年6月20日 - 校章制定
- 1971年10月3日 - 校旗制定
- 1971年11月6日 - 現在地に移転
- 1972年2月6日  - 校歌制定
- 1989年7月15日 - プール完成
- 2016年3月31日 - 守口市立東小学校と再統合のため閉校

- 2016年4月1日 - 守口市立東小学校と再統合し、守口市立よつば小学校開校。仮校舎を東小学校校舎とし、大久保小学校校地に新校舎を建築開始

## 通学区域
- 守口市 大久保町2丁目（一部）、藤田町2丁目-5丁目。

卒業生は守口市立大久保中学校に進学する。

## 交通
- 京阪本線 大和田駅 北へ約1.2km。
- 京阪バス タウンくる 藤田下車